# فروشگاه زندان
در برخی زندانها اقدام به ایجاد یک فروشگاه زندان نموده‌اند که زندانیان می‌توانند کالاهایی همچون نوشت‌افزار، انواع خوراکی، لوازم بهداشتی و... را خریداری نمایند. از آنجا که خوراک زندان ممکن است آن چنان باب طبع زندانیان نباشد، لذا خوراکی‌ها و انواع ادویه از جمله کالاهای پرطرفدار فروشگاه زندان هستند. معمولاً زندانیان اجازه همراه داشتن پول و مبادله آن در زندان را ندارد. آنان برای خرید از فروشگاه معمولاً از اعتبار حسابی که خانواده و آشنایان برایشان باز کرده‌اند و یا اعتبار دستمزد کار خود در زندان استفاده می‌کنند. در کشور ایالات متحده آمریکا بیشینه اعتبار یک زندانی برای هر ماه می‌تواند تا ۲۹۰ دلار باشد. خرید و فروش اجناس خریداری شده از فروشگاه زندان معمولاً غیر مجاز است. گاهی زندانیان از برخی کالاها همچون سیگار و تمبر به عنوان وسیله‌ای برای معامله پایاپای استفاده می‌کنند. کارکنان این نوع فروشگاه‌ها گاهی کارمندان زندان هستند و گاهی هم از خود زنداینان انتخاب می‌شوند. برخی از فروشگاه‌های زندان در آمریکا خصوصی هستند. وزارت دادگستری ایالات متحده آمریکا در سال ۱۹۳۰ مجوز دایر کردن چنین فروشگاه‌هایی را در زندان‌های این کشور صادر کرد. سود حاصل از فروش کالا در فروشگاه‌های زندان برای گردانندگان آن مناسب است. به طور مثال سود فروش کالا در فروشگاه‌های زندان‌های ایالت تگزاس در سال ۲۰۰۹ برابر ۱۰۰ میلیون دلار بوده است. در زندان، خرید از فروشگاه یک مزیت محسوب می‌شود و چنانچه زندانی تخلفی داشته باشد، رئیس زندان می‌تواند این مزیت را برای وی لغو گرداند. در ایران ایجاد فروشگاه زندان بر عهده بنیاد تعاونی زندانیان  است. زندان اوین که یکی از مشهورترین زندان های ایران است، یک فروشگاه زندان کوچک دارد.